# Blepephaeus multinotatus
Blepephaeus multinotatus là một loài bọ cánh cứng trong họ Cerambycidae.